# Šebrov
Šebrov je část obce Šebrov-Kateřina v okrese Blansko. Nachází se na jihozápadě Šebrova-Kateřiny. Prochází zde silnice II/379. Je zde evidováno 216 adres. Trvale zde žije 467 obyvatel.
Šebrov je také název katastrálního území o rozloze 8,06 km2.
V roce 1846 zde bylo 46 domů a 294 obyvatel. Roku 1900 v obci žilo 646 obyvatel. První škola v obci byla postavena roku 1874.